# Jimmy Davies
Jimmy Davies, ameriški dirkač Formule 1, * 8. avgust 1929, Glendale, Kalifornija, ZDA, † 11. junij 1966, Chicago, Illinois, ZDA.

## Življenjepis
Davies je pokojni ameriški dirkač, ki je med letoma 1950 in 1955 sodeloval na ameriški dirki Indianapolis 500, ki je med letoma 1950 in 1960 štela tudi za prvenstvo Formule 1. Najboljši rezultat je dosegel na dirki leta 1955, ko je zasedel tretje mesto. Leta 1966 je umrl za posledicami nesreče na dirki v Santa Feju.